# 濱弓場雙
濱弓場雙（日語：浜弓場双，1986年—），舊筆名雙，是一名日本漫畫家及插畫家，兵庫縣出身。代表作有《花舞少女》，2014年該作品電視動畫化。

## 作品

### 漫畫
名義
- 空色戀愛習題（日语：空色スクエア。）（芳文社發行，青文出版社代理[1]）
- ToHeart2 AD（ASCII MediaWorks發行電擊G's Festival! COMIC（日语：電撃G's Festival! COMIC）揭載）
- 夏日大作戰 漫畫撰集（Ping Pong WARS）
- キッチンとネコさんとネズミさん（Wanimagazine社（日语：ワニマガジン社）「季刊GELATIN（日语：季刊GELATIN）」揭載）

名義
- 花舞少女（芳文社發行「Manga Time Kirara Forward」連載，尖端出版代理）
- your diary -幸福日記-（白泉社發行「Young Animal Island（日语：ヤングアニマルあいらんど）」→「Young Animal Innocent」連載，CUBE原作，長鴻出版社代理[2]）
- 滿溢的水果塔（芳文社發行「Manga Time Kirara Carat」連載，東立出版社代理）
- 小希望和大夢想（小さいノゾミと大きなユメ，講談社發行「月刊Morning two」連載，東立出版社代理）
- 魔女的花屋（魔女の花屋さん，講談社發行「good! Afternoon」連載）

### 輕小說插畫
名義
- 重回那天（日语：あの日々をもういちど）（健速著，HJ文庫，東立出版社代理[3]）
- ひな×じん 鎖の少女と罪悪感の天秤（紙吹三葉著，Fami通文庫）
- ぐらシャチ（中村惠里加（日语：中村恵里加）著，電擊文庫）
- 不思議系上司の攻略法（水沢あきと著，MediaWorks文庫）
- 相思相愛のこわしかた（森田季節著、Comic百合姬2011年1月號）

名義
- 五年霊組こわいもの係（床丸迷人著、角川翼文庫（日语：角川つばさ文庫））

## 備註
1. ↑  .   [2014-07-12]. （原始内容存档于2014-07-14）.
2. ↑  .   [2014-07-12]. （原始内容存档于2014-07-14）.
3. ↑  .   [2014-07-12]. （原始内容存档于2014-07-14）.